# The Classics
『The Classics』（ザ・クラシックス）は、1993年1月25日に発売された飯島真理のベスト・アルバムである(品番：AMCM-4155)。

## 解説
飯島は1988年にビクター・レコードからアルファ・ムーンに移籍し、そのアルファ・ムーンに移籍してからの初のベストアルバムである。
本アルバムでは、ビクター時代にシングルリリースした『きっと言える』『愛・おぼえていますか』『1グラムの幸福』『セシールの雨傘』、アルバム収録曲『瞳はエンジェル』の新録バージョンが初めて収録された。

## 収録曲
- 全作詞:飯島真理（特記以外）
- 全作曲:飯島真理（特記以外）
- 全編曲:飯島真理・ジェームス・スチューダー（特記以外）

1. キ・ラ・イ
16thシングルで制作当時最新曲。関西テレビ『さんまのまんま』オープニングテーマ。
2. 1グラムの幸福
作詞：松本隆
4thシングル。アルファ・ムーン移籍後の新録版。
3. きっと言える
2ndシングル。アルファ・ムーン移籍後の新録版。
4. ガラスのダーリン
6thアルバム「Miss Lemon」収録。
5. Send Love to me ～愛をとどけて～
7thアルバム「My Heart in Red」収録。
6. Beautiful Music
8thアルバム「It's a love thing」収録。
7. People! People! People!
編曲：大村憲司・飯島真理
7thシングル。日本テレビ系『ワールドクイズ ザ・びっくり地球人!』エンディングテーマ
8. 愛・おぼえていますか
作詞：安井かずみ 作曲：加藤和彦
3rdシングル。アルファ・ムーン移籍後の新録版。
9. さよならが言えない～I can't say good bye～
13thシングル。
10. 僕らは天使じゃない
14thシングル。
11. Love is a Miracle
15thシングル。フジテレビ系妻たちの劇場・『家族あわせ』主題歌
12. Don't Leave Me Lonely Tonight (日曜日のデート)
ミニアルバム「For Lovers Only…」収録。12thシングル「日曜日のデート」全詞英訳版。
13. Reunion
9thアルバム「Believe」収録。その後16thシングル「キ・ラ・イ」カップリングに収録。
14. セシールの雨傘
5thシングル。アルファ・ムーン移籍後の新録版。冒頭に飯島の台詞が追加された。
15. 瞳はエンジェル
4thアルバム『KIMONO STEREO』収録曲で、アルファ・ムーン移籍後の新録版。